# Arajet
Arajet Airlines é a principal e maior companhia aérea da República Dominicana, com sede em Santo Domingo  e Punta Cana. Fundada em 2022, opera voos para a América do Norte, Central e do Sul, em mais de 28 destinos. É reconhecida como um dos principais players do mercado de aviação do Caribe, atendendo aos mais altos padrões da indústria e promovendo a cultura e hospitalidade dominicana no cenário global.
Em setembro de 2024, a Arajet comemorou seu segundo aniversário de operações. Mais tarde, em dezembro de 2024, a companhia aérea atingiu um marco histórico ao transportar 1.000.000 de passageiros em um único ano, tornando-se a primeira companhia aérea dominicana a alcançar esse recorde.

## História

### Operações iniciais

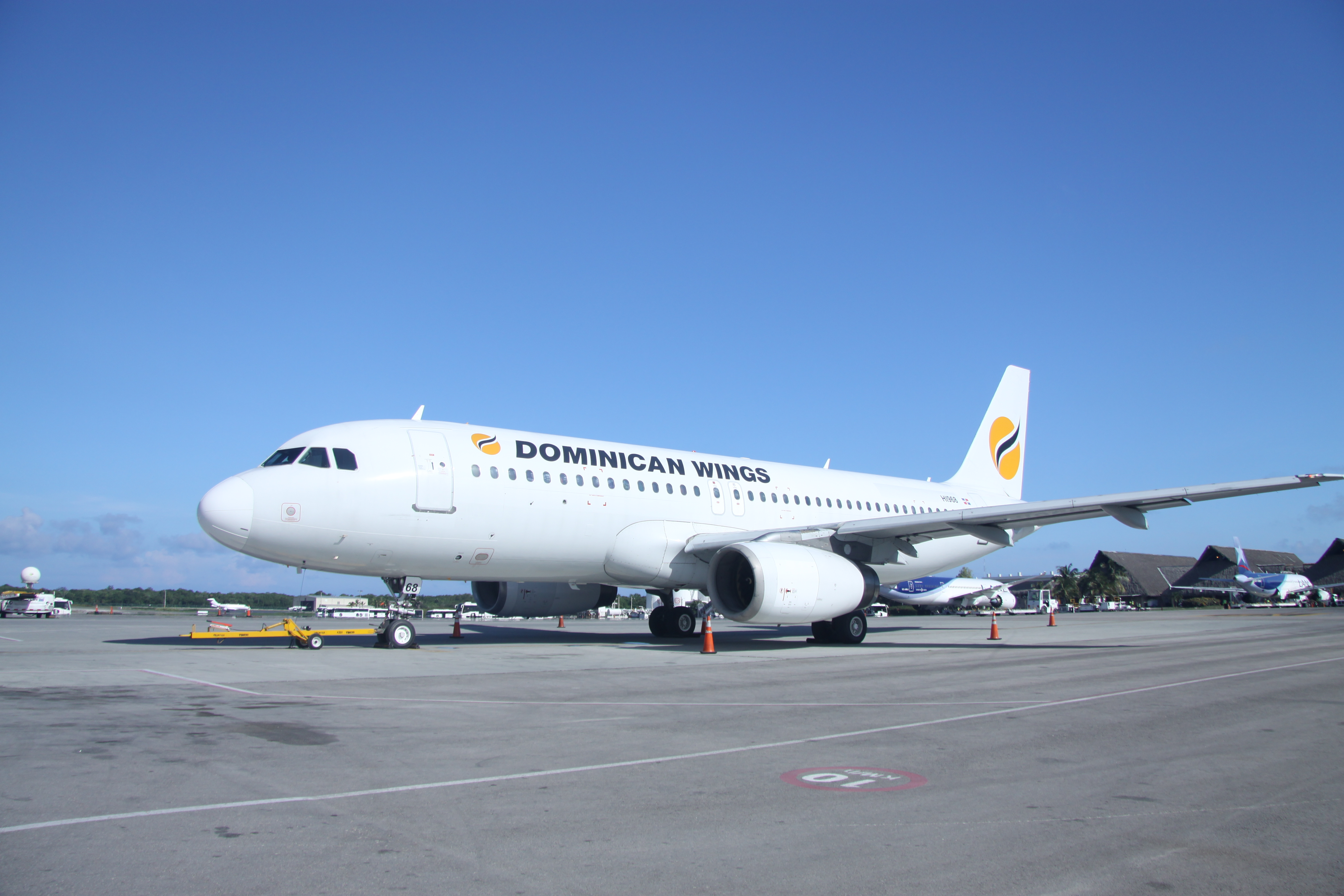
Um Airbus A320-200 da Dominican Wings.

No final de 2014, a Dominican Wings recebeu seu certificado de operadora aérea da autoridade de aviação civil da República Dominicana e planejou oferecer voos fretados entre a República Dominicana para o México, Trinidad e Tobago e Argentina para e em nome de operadoras de turismo. O seu primeiro avião, um Airbus A320-200, foi entregue a 3 de maio de 2015.
Em 28 de junho de 2017, a Avion Express anunciou que vendeu sua participação de 65% na Dominican Wings para o presidente da empresa, Victor Pacheco, que assumiu o controle total da companhia aérea.

### Renomear
No início de 2018, foi anunciado que a companhia aérea havia feito a transição das operações de fretamento para voos programados de ultra baixo custo. A companhia aérea afirmou que investiu US$ 60 milhões em seu relançamento como uma transportadora de custo ultrabaixo.
Em setembro de 2021, o fundador Victor Pacheco Mendez, junto com o cofundador Mike Powell, anunciou que mudaria a marca da companhia aérea para Arajet e operaria como uma transportadora de baixo custo oferecendo voos em todo o Caribe e nas Américas.
A Junta de Aviação Civil (JAC) aprovou o pedido de alteração do Certificado de Autorização Económica (CAE) nº 25, emitido à Arajet, para incluir 30 novas rotas e autoriza ainda a exploração de serviços de transporte aéreo regular e não regular de passageiros e cargas, em operações internacionais, da República Dominicana aos Estados Unidos, Cuba, Colômbia, Costa Rica, Reino dos Países Baixos, México, Panamá, Aruba, República Francesa, Guatemala, República do Peru, Haiti, Canadá e Trinidad e Tobago em novembro de 2021 durante sua sessão plenária.
O Instituto Dominicano de Aviação Civil (IDAC), em colaboração com a transportadora dominicana Arajet, conseguiu a certificação de dois inspetores dominicanos nas instalações da Boeing para poder inspecionar as operações de aeronaves do tipo Boeing em dezembro de 2021. Pico Duarte foi a primeira aeronave da empresa, um Boeing 737 MAX 8, que leva o nome da maior elevação montanhosa do Caribe e uma reserva natural da República Dominicana, concluiu seu processo de pintura em fevereiro de 2022. Com registro HI-1026, chegou ao Aeroporto Internacional Las Américas em 3 de março de 2022.
Em 14 de março de 2022, foi lançada oficialmente a Arajet, juntamente com o presidente da República Dominicana, Luis Abinader, que anunciou que o país estava em processo de ter uma companhia aérea representativa dominicana com maioria de capital dominicano. No mesmo evento, a Boeing anunciou a encomenda de 20 Boeing 737 MAX 200 (com opções para mais 15 aeronaves no futuro) pela companhia aérea, tornando-se a primeira operadora caribenha do tipo.
Durante a cerimônia, foi anunciado que a Arajet é financiada por uma das maiores empresas privadas de investimentos alternativos em múltiplos ativos do mundo, a Bain Capital, bem como pela Griffin Global Asset Management ("Griffin"), uma empresa de leasing de aeronaves comerciais e gestão de ativos alternativos.

## Destinos

Servido pela Arajet
Destinado a ser servido pela Arajet

A partir de agosto de 2023, a Arajet atende o Brasil de São Paulo a Santo Domingo. A companhia aérea pretende atender Manaus, Rio de Janeiro e  Salvador.
Desde agosto de 2023, a Arajet oferece voos de conexão do Brasil para Toronto, Montreal, Cancun, Cidade da Guatemala, Cidade do México e San Salvador.

## Frota
Em fevereiro de 2024, a frota da Arajet é composta pelas seguintes aeronaves:
| Aeronaves          | Quantidade | Pedidos | Passageiros     | Passageiros     | Passageiros     | Notas                                           |
| Aeronaves          | Quantidade | Pedidos | W               | Y               | Total           | Notas                                           |
| ------------------ | ---------- | ------- | --------------- | --------------- | --------------- | ----------------------------------------------- |
| Boeing 737 MAX 8   | 9          | 1       | 8               | 177             | 185             | A ser entregue em 2024                          |
| Boeing 737 MAX 200 | —          | 20      | a ser anunciado | a ser anunciado | a ser anunciado | Entregas a partir de 2024. 15 opções de compra. |
| Total              | 5          | 26      |                 |                 |                 |                                                 |